# Nenad Kljaić
Nenad Kljaić (Zagreb, 21. prosinca 1966.), hrvatski je rukometaš i trener, profesor tjelesne kulture, osvajač zlatne medalje na Mediteranskim igrama 1993. u Languedoc-Roussillonu i na Olimpijskim igrama u Atlanti 1996. godine. Osvajač mnogobrojnih medalja, državnih priznanja i odličja. Višestruki osvajač državnih prvenstava i kupova. Nastupao nekoliko puta za selekciju Europe i svijeta.

## Životopis
Nenad Kljaić rodio se je u obitelji Velimira Kljaića i Jasenke Kljaić rođene Neralić. Predci su mu Tomislav Neralić, (djed) i Franjo Neralić, koji su bili operni pjevači, te Milan Neralić, mačevalac. Razveden, bivša supruga mu je Sandra Mejovšek-Kljaić, te ima jednoga sina Tomislava i kćer Petru (podatak iz 1993. godine).

## Trenerska karijera
- 1995. igrač-trener TV Grosswallstadt
- 2006./2007. RK Zagreb CO
- 2010./2011. RK Zagreb CO
- 2012./2013. Izbornik Saudijske Arabije
- 2013./2014. Al Rayyan Katar
- 2015./2018. Izbornik Saudijske Arabije

## Priznanja

### Igračka

#### Klupska
RK Zagreb
- Osvajač Lige prvaka 1992.
- Osvajač Lige prvaka 1993.

TV Grosswallstadt
- Osvajač Euro City Cup 2000.

#### Reprezentativna
Jugoslavija
- Srebrna medalja Goodwill Games 1990. Seattle, SAD

Hrvatska
- Zlatna medalja Mediteranske Igre 1993. Francuska
- Brončana medalja Europsko prvenstvo 1994. Portugal
- Zlatna medalja Olimpijske igre 1996. Atlanta, SAD